# David Littleproud
David Kelly Littleproud (Chinchilla, 4 settembre 1976) è un politico australiano, Leader del Partito Nazionale d'Australia dal 2022.